# Dakhla
Dakhla (Arabisch: الداخلة, Spaans: Dajla, Berbers: ⴷⴷⴰⵅⵍⴰ), voorheen: Villa Cisneros, is een stad in het door Marokko geannexeerde deel van de Westelijke Sahara. Dakhla is de hoofdstad van de regio Oued ed Dahab-Lagouira en telt anno 2014 ruim 106.000 inwoners. De stad ligt op een landtong of schiereiland, aan de kust van de Atlantische Oceaan.

## Geschiedenis

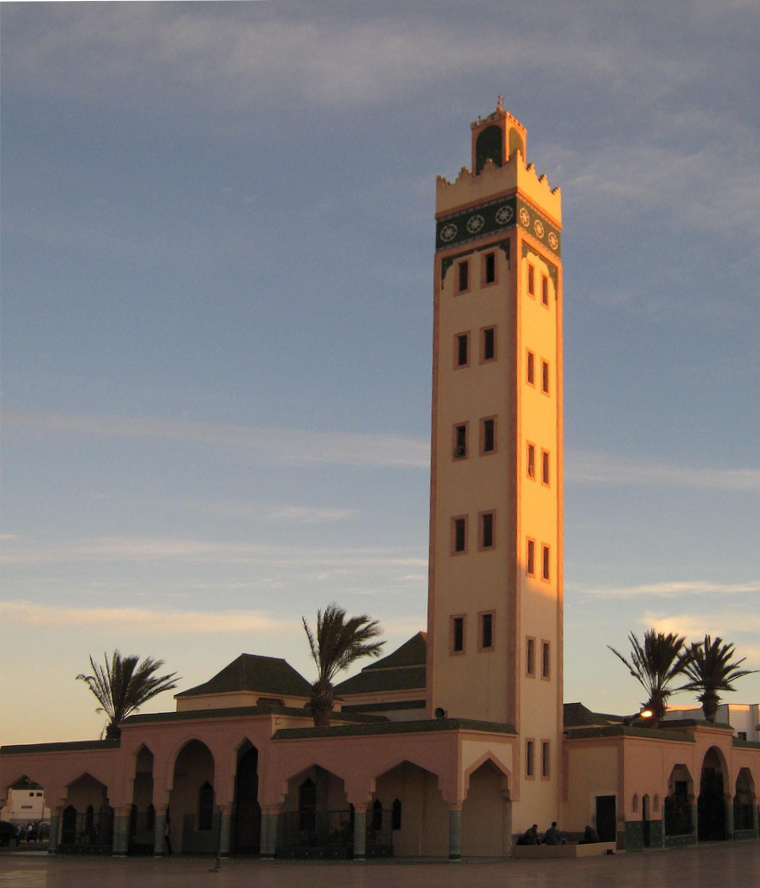
Moskee in Dakhla.

Het gebied wordt al eeuwenlang bewoond door Berbers. De Arabische stam Oulad Dlim uit het koninkrijk Himyar in Jemen vestigde zich in de 12e eeuw in de Sahara. De Spanjaarden ontwikkelden in de 15e eeuw belangstelling voor de kust van Afrika omdat ze vanaf de Canarische eilanden visten.
Spaanse vissers zijn sinds 1500 actief langs de kust bij kaap Cabo Blanco, nabij het huidige Dakhla, en jaagden tot in de jaren 1940 vooral op bultruggen rond Kaapverdië.
De Spanjaarden vestigden enkele walvisstations langs de Afrikaanse kust. Het duurde echter tot 1884 voordat ze Villa Cisneros (het tegenwoordige Dakhla) stichtten. De vestiging werd gefinancierd door de regering van Antonio Cánovas del Castillo. Spaanse militairen, en de Spaanse arabist Bonelli, claimden de kust tussen Kaap Bojador en Cabo Blanco voor Spanje. Er werden drie nederzettingen gesticht: Villa Cisneros, nog een tweede bij Cabo Blanco voor de jacht op zeehonden en walvissen, en een in Angra de Cintra. Bonelli liet de bewoners van het schiereiland bij Villa Cisneros een overeenkomst tekenen die hen onder 'bescherming' van de Spaanse koning bracht. Hierna bracht de Spaanse regering de andere koloniale machten tijdens de Koloniale Conferentie van Berlijn op de hoogte dat ze in bezit waren van het gebied tussen Kaap Bojador en Cabo Blanco.
Dakhla werd hoofdstad van de provincie Río de Oro, een van de twee gebieden die de Spaanse Sahara vormden. Ze bouwden een militair fort en de katholieke kerk Onze-Lieve-Vrouw van de Karmel. In de gevangenis bij het fort werden in de Spaanse Burgeroorlog dissidenten opgesloten.
In de jaren 1960 werd door de Spanjaarden de luchthaven aangelegd, een van de drie in Westelijk Sahara met verharde banen. In 1975 besloot Spanje, onder druk van Marokko en Mauritanië, de kolonie Spaanse Sahara op te geven. Tussen 1975 en 1979 was Dakhla hoofdstad van de Mauritaanse provincie Tiris al-Gharbiyya, nadat dat land het zuidelijk deel van Westelijk Sahara had geannexeerd. Er kwam een gemeenschappelijke tijdelijke regering van Mauretanië en Marokko. Na vele schermutselingen waarbij Marokko het gebied bezette in 1979 kwam er een wapenstilstand gesteund door de Verenigde Naties in 1991 maar tot op heden erkennen de meeste lidstaten van de VN de soevereiniteit van Marokko niet.

## Economie

### Toerisme

Windsurfer met Drakeneiland op de achtergrond.

De belangrijkste economische activiteiten zijn visvangst en toerisme. De stad is bekend geworden met watersporten als kitesurfen, windsurfen en hengelsport vanaf het strand.
De Cintrabaai ligt ten zuiden van de stad, het werelderfgoed Nationaal park Banc d'Arguin bevindt zich nog verder naar het zuiden, aan de kust in Mauritanië.

### Olie
Kosmos Energy uit de Verenigde Staten en Cairn Energy uit het Verenigd Koninkrijk begonnen in 2015 in Westelijke Sahara naar aardolie te zoeken.

### Oesterteelt
Vanouds worden in Dakhla oesters geteeld. Deze worden verkocht aan bedrijven en inwoners in Dakhla, vervolgens aan restaurants in Marokko. Vice Media berichtte in april 2015 dat inmiddels ook verkocht werd aan de betere restaurants in Europa.

## Klimaat
Dakhla heeft een woestijnklimaat, waarbij de temperaturen getemperd worden door de Canarische stroom. De gemiddelde maximumtemperatuur ligt in januari  op 21°C en in de warmste maand september op 27,4°C (tijdvak 1944-1970). De jaarlijkse neerslaghoeveelheid bedraagt 40 mm, de natste maanden zijn september en december met elk rond de 10 mm.

## Natuur

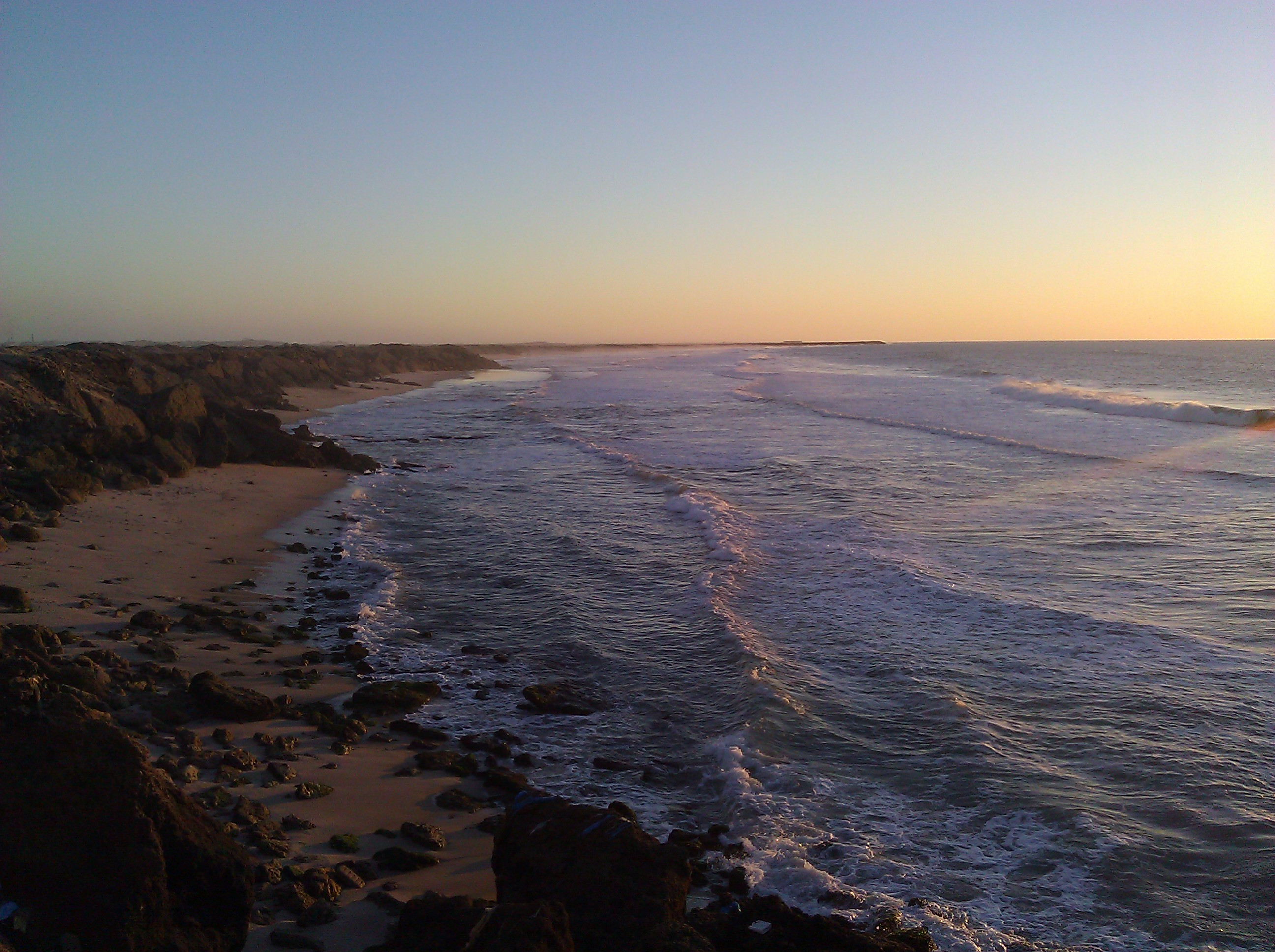
Zand- en rotskust bij Dakhla.

Zoals het grootste deel van Westelijke Sahara heeft de omgeving van Dakhla een zeer spaarzame vegetatie. In de Oceaan leveren de combinatie van de Canarische stroom en de opwelling van koel water van grote diepte gunstige omstandigheden op voor het mariene leven. Dit is zeer gunstig voor de plaatselijke visvangst en zorgt voor een grote verscheidenheid aan vogels. Er ligt een voorstel van de UNESCO om tot een "Dakhla National Park" te komen.

### Vogels
Het schiereiland van Dakhla en de Cintrabaai zijn belangrijke overwinteringsgebieden voor met name waadvogels. De flamingo is een van de bekendste vogels van de regio.

### Zeezoogdieren
Het beschutte water van de Dakhla-baai was voorheen een ideale habitat voor zeezoogdieren. De meeste soorten zijn door overbevissing gedecimeerd of verdwenen, zoals de zeldzame Mediterrane monniksrob, de Noordkaper en de Atlantische Grijze walvis.
De monniksrob vertoont een langzaam herstel, het schiereiland bij Dakha (Ras Nouadhibou) herbergt een van de weinige kolonies ter wereld. Kleine groepen dolfijnen worden met regelmaat voor de kust gezien, incidenteel komen er Orka's.

## Galerij

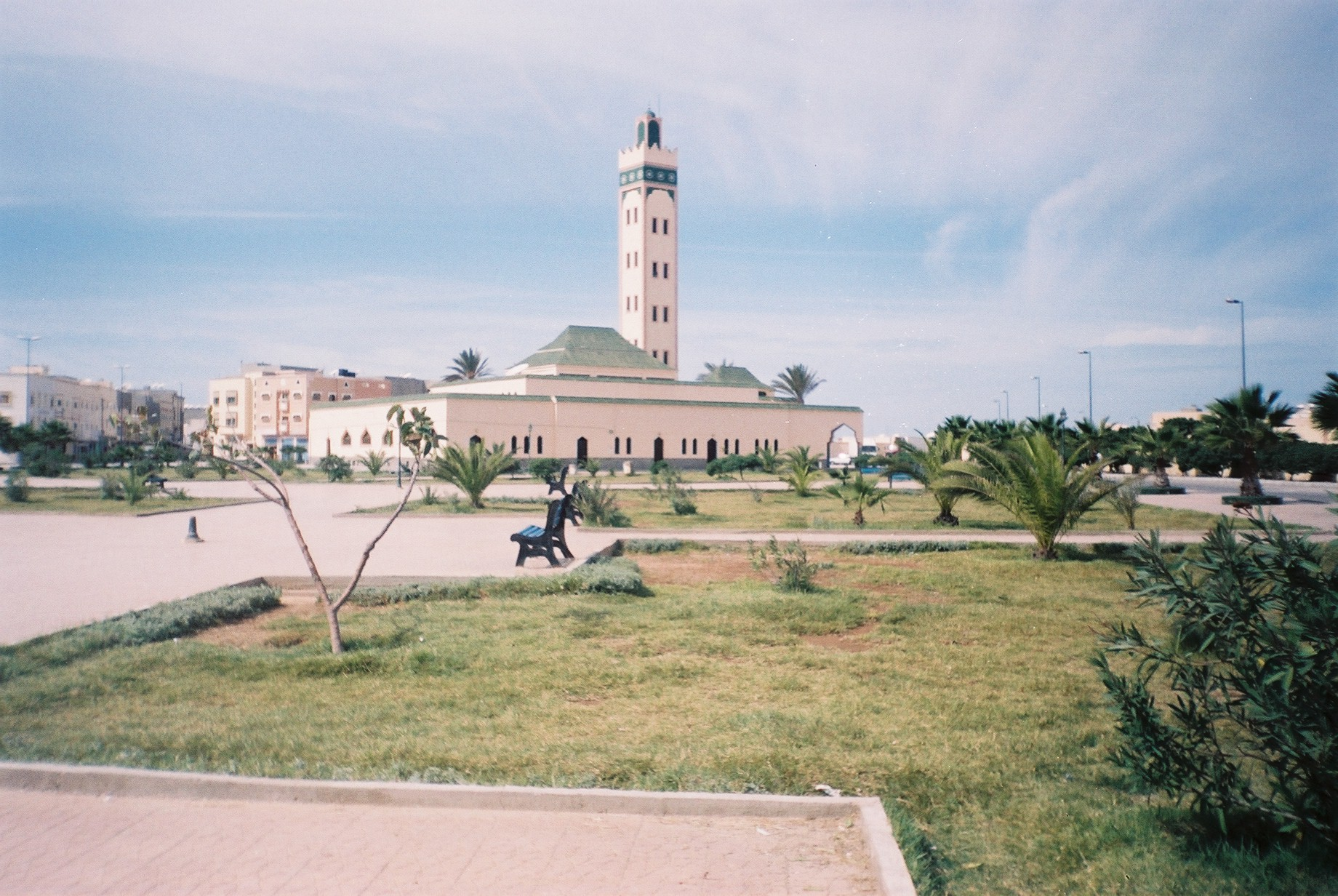
Moskee in Dakhla
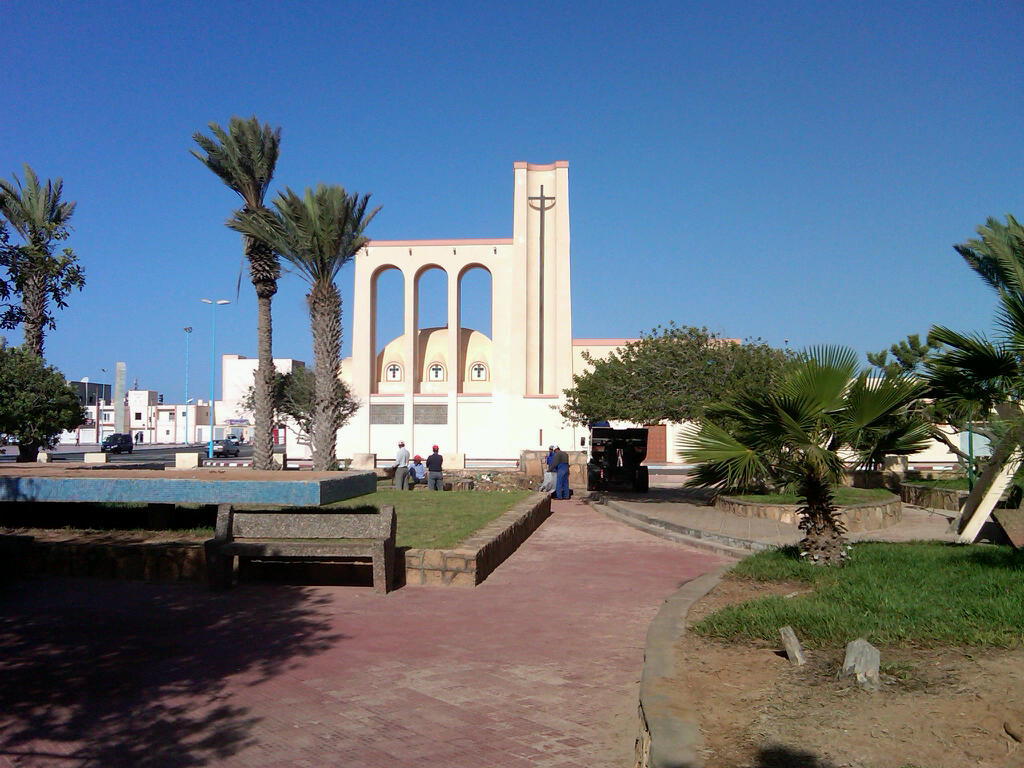
Kerk in het centrum van Dakhla